# Германско-норвежские отношения
Германско-норвежские отношения — двусторонние дипломатические отношения между Германией и Норвегией.

## История
В 1905 году Германская империя установила дипломатические отношения с Норвегией, после подписания Карлстадских соглашений о расторжении Шведско-норвежской унии. Во время Второй мировой войны Норвегия была оккупирована с 1940 по 1945 год войсками Германского рейха. 
В 1982 году было основано Германско-норвежское общество, а в 1988 году создано Германско-норвежское общество дружбы для развития дипломатических отношений между Норвегией и ФРГ. В 2009 году в Германии проживало около 6 251 норвежцев, а в Норвегии около 20 916 немцев. В настоящее время страны являются полноправными членами НАТО и Совета Европы. 

## Экономические отношения
Германия является одним из крупнейших торговых партнёров Норвегии. В 2017 году Норвегия импортировала из Германии товаров на сумму около 8,7 млрд евро (в основном автомобили, машинное оборудование, химические и фармацевтические продукты), что позволило ей занять 30 место среди экспортных партнёров Германии. В настоящее время германский экспорт автомобилей в Норвегию составляет примерно треть от общего объема экспорта в страну. В 2017 году основным экспортным товаром Норвегии в Германию, помимо нефти и газа, была рыба, химические продукты и алюминиевые товары для автомобильной промышленности Германии. В 2016 году норвежский экспорт в Германию составил сумму около 14,6 млрд евро, что делает Норвегию 20-м партнёром среди крупнейших поставщиков импорта в Германию.

## Дипломатические представительства
У Германии имеется посольство в Осло. Норвегия имеет посольство в Берлине, генеральное консульство в Гамбурге, почетные генеральные консульства в Дюссельдорфе и Лейпциге, почетные консульства в Бремене, Франкфурте-на-Майне, Ганновере, Киле, Любеке и Мюнхене.